# Церква Пресвятої Трійці (Кут)
Церква Пресвятої Трійці в Куті — парафія і храм греко-католицької громади Гримайлівського деканату Бучацької єпархії Української греко-католицької церкви в селі Кут Чортківського району Тернопільської области.

## Історія церкви
Перша греко-католицька церква, збудована у 1711 році, була дерев'яною хатою з солом'яним дахом. У 1798 році її замінили новою, також дерев'яною, але більшою, з трьома банями. При церкві діяли проборство, дяківня та парафіяльна школа.
У 1917 році відступаючі російські війська спалили храм. Вціліла лише дзвіниця, яку у 1969 році розібрали та перевезли до Києва для музею просто неба.
З 1917 по 1992 рік жителі села Кут відвідували богослужіння в церкві сусіднього села Товсте. У 1931 році розпочали будівництво нової мурованої церкви, але через фінансові труднощі роботи зупинили. У 1941 році під час бойових дій недобудована церква була частково зруйнована.
У 1968 році влада планувала підірвати церкву, однак голова колгоспу Василь Долиник, щоб зберегти споруду, переобладнав її на крамницю, пообіцявши людям, що «прийде час, поставите на будинок хрест і будете мати церкву». У 1991 році греко-католицька громада розпочала відновлення будівлі. У 1992 році церква була готова, і на день Святої Трійці її освятив владика Тернопільської єпархії Михаїл Сабрига.
При парафії діють братство «Апостольство молитви» та спільнота «Матері в молитві».

## Парохи
- о. Василь Залановський (до 1917),
- о. Олег Сарабун,
- о. Микола Бугера,
- о. Микола Бибик,
- о. Володимир Рута,
- о. Василь Школяр (з 2001).